# Tihomir Majić
Tihomir Majić (Sinj, 7. prosinca 1958.) hrvatski je liječnik i političar, suosnivač političke stranke Pravedna Hrvatska.

## Karijera
U profesionalnoj karijeri liječnika i službenika Grada Zagreba, u razdoblju 2007. – 2011., bio je ravnatelj Zavoda za javno zdravstvo „Dr. Andrija Štampar” te od 2001. – 2006. glavni urednik revije „Zagreb – zdravi grad”.

### Politika
Na Osnivačkom saboru Pravedne Hrvatske 23. lipnja 2022., Majić je izabran za potpredsjednika, a nakon registracije stranke imenovan je i njenim glavnim tajnikom.
Bio je sudionik prvih višestranačkih izbora u Hrvatskoj 1990. godine kao vijećnik HDZ-a u Općinskom vijeću Novi Zagreb te dragovoljac Narodne zaštite 1991. godine. Na izborima za Europski parlament 2024. godine bio je nositelj liste Pravedne Hrvatske.

### Spomenik Ivi Andriću
Povodom 50. obljetnice smrti Ive Andrića u Zagrebu je 13. ožujka 2025. javnosti otkriven Spomenik Velika Slutnja Ive Andrića, kojemu je Majić autor.

## Vanjske poveznice
- Službena web-stranica političke stranke Pravedna Hrvatska